# Kyrka och Folk
Kyrka och Folk är en tidskrift som ges ut av Kyrkliga Förbundet för evangelisk luthersk tro.

## Historik
Kyrka och Folk har utkommit sedan 1924. Redaktionen hade ursprungligen sitt säte i Uppsala men är sedan 1934 förlagd till Göteborg. Tidskriften är månatlig men utkom en period på veckobasis.
Efter att Nya Väktaren år 2002 upphörde som reguljär tidskrift kom Kyrka och Folk att mellan 2003 och 2014 ge ut Nya Väktaren några gånger per år som en teologisk fördjupningsbilaga.

## Redaktörer
- 2003–2021: Fredrik Sidenvall